# Moskwa (album)
Moskwa – pierwszy album zespołu Moskwa nagrany w 1987 (studio CCS) roku i wydany w 1989 w formie LP przez firmę Pronit.
W 2002 roku wydawnictwo Dywizja Kot dokonało reedycji nagrań w postaci podwójnej płyty CD. Na pierwszym nośniku znajduje się: album Moskwa, sesja nagraniowa z radia w 1984 roku oraz koncert z FMR Jarocin ’84. Drugi nośnik zawiera utwory w postaci MP3 z festiwalu FAMA ’85, koncertu w warszawskim klubie Riviera-Remont ’87 oraz wideoklipy zespołu.

## Wersja LP

### Lista utworów
| Strona A | Strona A               | Strona A |
| Nr       | Tytuł utworu           | Długość  |
| -------- | ---------------------- | -------- |
| 1.       | „Nigdy!”               | 1:45     |
| 2.       | „Ja wiem, ty wiesz”    | 2:15     |
| 3.       | „Słowo”                | 3:00     |
| 4.       | „Słyszę”               | 2:00     |
| 5.       | „Tam gdzie jasno”      | 4:15     |
| 6.       | „Urodziłeś się by żyć” | 3:15     |
| 7.       | „Nie okłamiesz prawd”  | 3:45     |
|          |                        | 20:15    |

| Strona B | Strona B          | Strona B |
| Nr       | Tytuł utworu      | Długość  |
| -------- | ----------------- | -------- |
| 1.       | „Materialny syf”  | 2:45     |
| 2.       | „Tylu was”        | 2:00     |
| 3.       | „Powietrza”       | 2:15     |
| 4.       | „Nie starczy sił” | 3:15     |
| 5.       | „Sen”             | 3:00     |
| 6.       | „Ja”              | 3:00     |
| 7.       | „Kochać chcesz”   | 4:30     |
|          |                   | 20:45    |

### Autorzy
- Paweł „Guma” Gumola – wokal, gitara
- Dariusz „Maleo” Malejonek – gitara basowa
- Tomasz „Gogo Szulc” Kożuchowski – perkusja
- Piotr „Stopa” Żyżelewicz – perkusja

## Wersja 2xCD

### Lista utworów

#### CD 1
1. Nigdy!
2. Ja wiem, ty wiesz
3. Słowo
4. Słyszę
5. Tam gdzie jasno
6. Urodziłeś się by żyć
7. Nie okłamiesz prawd
8. Materialny syf
9. Tylu was
10. Powietrza
11. Nie starczy sił
12. Sen
13. Ja
14. Kochać chcesz
15. Co dzień
16. Samobójstwa
17. Stań i walcz
18. Decyduj sam (Anarchia)
19. Światło atomowe
20. Samobójstwa
21. Masturbacja
22. Za 3 lata koniec świata (Piekło na ziemi)
23. Propaganda
24. Co dzień
25. Nie wiem co mam robić
26. Oj oj oj
27. Subkultura (15 sekund)/ Egzystencja
28. Powietrza

- Utwory 1-14: nagrano w 1987 roku w studiu CCS (LP Moskwa)
- Utwory 15-18 nagrano w Rozgłośni Polskiego Radia w Łodzi w 1984
- Utwory 19-28 nagrano na FMR Jarocin w 1984

#### CD 2

##### Wideoklipy
1. Wstęp/ Samobójstwa
2. Krzyk
3. Powietrza
4. Wstawaj i walcz
5. Czarna data
6. Słowo wolność/ Zakończenie
7. Powietrza
8. Ty i ja
9. Ja wiem, ty wiesz
10. No Woman, No Cry
11. C'mon To the Highway
12. Problem
13. Czarna data
14. Powietrza

##### Nagrania mp3
1. Samobójstwa
2. Co dzień
3. Powietrza
4. Nigdy!
5. Problem
6. Za kratami
7. Nie starczy sił
8. Wstawaj i walcz
9. Propaganda
10. Pokolenie małp
11. Sam dalej
12. Problem
13. Masturbacja
14. Krzyk
15. Koniec
16. Światło atomowe
17. Za 3 lata koniec świata (Piekło na ziemi)

#### Autorzy
- Paweł „Guma” Gumola – wokal, gitara
- Dariusz „Maleo” Malejonek – gitara basowa
- Tomasz „Gogo Szulc” Kożuchowski – perkusja
- Piotr „Stopa” Żyżelewicz – perkusja
- Piotr „Rogoz” Rogoziński – gitara basowa
- Tomasz „Pałker” Groń – perkusja
- Dariusz „Balon” Adryańczyk – gitara basowa
- Jarek „Wózek” Woźniak – perkusja